# Kristofer Michael Helgen
Kristofer Michael Helgen (Fridley, Minnesota, 14 de maig del 1980) és un zoòleg estatunidenc. La seva activitat de recerca se centra en els mamífers.
El 2001 es graduà en Biologia per la Universitat Harvard. Durant els seus anys d'estudiant treballà a les col·leccions de mastologia de Harvard i molts museus importants. Viatjà pel sud d'Àfrica i Austràlia per estudiar els mamífers. Entre els seus professors estigueren Donald Griffin, Tim Flannery i Don E. Wilson.
El 2001, es traslladà a Adelaida amb una beca Fulbright i, després, amb una beca de doctorat per estudiar a la Universitat d'Adelaida i el Museu d'Austràlia Meridional. Estudià amb Tim Flannery i Russell V. Baudinette. Participà en expedicions de camp a Borneo, Timor, Vanuatu i diversos llocs de Nova Guinea i col·laborà amb museus de diversos països. La seva tesi versa sobre la sistemàtica i biogeografia dels mamífers de Melanèsia. El 2006 es casà amb la biòloga australiana Lauren Elizabeth Johnston. Es doctorà en Zoologia per la Universitat d'Adelaida el 2007.
Es mudà a Washington DC amb una beca postdoctoral al Museu Nacional d'Història Natural de l'Smithsonian Institution, sota la direcció de Don Wilson.

## Vida professional
És professor de la Universitat George Mason i investigador associat del Museu Americà d'Història Natural, del Museu Berenice Bishop d'Història Natural i Cultural de l'Estat de Hawaii i de la Universitat de Texas Tech. És també explorador emergent de la National Geographic Society, editor de Mammal Species of the World  i membre del consell de redacció de ZooKeys. És soci i membre de la junta de la Societat de Mastòlegs Americans.
Ha treballat en més de 60 països i més de 80 museus i ha produït més de 100 publicacions revisades per experts sobre la biologia dels mamífers.